# 马西亚斯-德罗达
马西亚斯-德罗达（西班牙語：Masías de Roda），是西班牙加泰罗尼亚巴塞罗那省的一个市镇。总面积16平方公里，总人口710人（2001年），人口密度44人/平方公里。